# واکنشگر دیل–کوپانی
واکنشگر دیل–کوپانی (به انگلیسی: Dille–Koppanyi reagent) به عنوان یک آزمایش نقطه ای ساده برای شناسایی احتمالی باربیتورات‌ها استفاده می‌شود. این شناساگر از مخلوطی از دو محلول تشکیل شده‌است. قسمت A حاوی ۰٫۱ گرم کبالت(II) استات دی‌هیدرات حل شده در ۱۰۰ میلی لیتر متانول مخلوط با ۰٫۲ میلی‌لیتر استیک اسید گلاسیال است. قسمت B از ۵٪ ایزوپروپیل‌آمین (v/v) در متانول تشکیل شده‌است. دو قطره از A روی ماده مدنظر ریخته می‌شود و سپس یک قطره از محلول B ریخته می‌شود و هر گونه تغییر رنگ مشاهده می‌شود.
این آزمایش با کمپلکس‌کردن کبالت با نیتروژن‌های باربیتورات موجود در فنوباربیتال، پنتوباربیتال، آموباربیتال و سکوباربیتال، محلول را به رنگ بنفش روشن تبدیل می‌کند. این آزمایش، با فرمول کمی متفاوت، در دهه ۱۹۳۰ توسط فارماکولوژیست مجارستانی-آمریکایی، تئودور کوپانی (1901–۱۹۸۵) و بیوشیمیدان آمریکایی، جیمز مدیسون دیل (1928–۱۹۸۶) توسعه یافت.